# Ngày tàn của đế quốc
Ngày tàn của đế quốc (tên tiếng Anh: Civil War, hay Nội Chiến) là bộ phim phản địa đàng sử thi hành động của đạo diễn kiêm biên kịch Alex Garland. Phim có sự tham gia diễn xuất của Kirsten Dunst, Wagner Moura, Cailee Spaeny, Stephen McKinley Henderson và Nick Offerman. Bộ phim là hành trình theo chân một nhóm các nhà báo đang đi du lịch dọc nước Mỹ ở giai đoạn cuộc Nội chiến Hoa Kỳ lần thứ Hai nổ ra và đang trong tình trạng leo thang, gần như đang nhấn chìm cả quốc gia.
Ngày tàn của đế quốc được công chiếu toàn cầu lần đầu tại sự kiện South by Southwest vào ngày 14 tháng 3, 2024 và nhận được nhiều phản hồi tích cực. Phim được phát hành tại các rạp vào ngày 12 tháng 4 và do hãng A24 phân phối tại thị trường Hoa Kỳ và công ty Entertainment Film phân phối tại thị trường Anh Quốc. Tại Việt Nam, phim cũng được khởi chiếu vào ngày 12 tháng 4 năm 2024 với tên gọi Ngày tàn của đế quốc, tương tự như bản dịch tại Nga và Trung Quốc.

## Tiền đề
Trong một tương lai gần, một nhóm nhà báo đang đi du lịch dọc nước Mỹ ở giai đoạn cuộc Nội chiến Hoa Kỳ lần thứ Hai được nổ ra và đang trong tình trạng leo thang, nhanh chóng nhấn chìm cả nước, giữa Chính phủ Hoa Kỳ và "Lực lượng Bờ Tây" ly khai do Texas và California lãnh đạo. Bộ phim ghi lại những chật vật khó khăn của nhóm nhà báo cố gắng sinh tồn trong thời kỳ chính phủ liên bang Hoa Kỳ mất kiểm soát các lãnh thổ của mình và lực lượng dân quân của các đảng phái cực đoạn đang gây ra những tội ác chiến tranh.

## Diễn viên
- Kirsten Dunst thủ vai Lee, một phóng viên ảnh chiến trường nổi tiếng[5]
- Wagner Moura thủ vai Joel, một nhà báo và là đồng nghiệp của Lee
- Cailee Spaeny thủ vai Jessie, một nhiếp ảnh gia trẻ đầy tham vọng, đồng hành cùng Lee và Joel trong cuộc hành trình của họ
- Stephen McKinley Henderson thủ vai Sammy, một nhiếp ảnh gia kiêm cố vấn của Lee và Joel
- Sonoya Mizuno thủ vai Anya
- Nick Offerman thủ vai Tổng thống Hoa Kỳ[5]
- Jefferson White thủ vai Dave
- Juani Feliz thủ vai Joy Butler
- Nelson Lee thủ vai Tony
- Edmund Donovan thủ vai Eddie
- Karl Glusman thủ vai một người chỉ điểm
- Jin Ha thủ vai một người lính bắn tỉa
- Jojo T. Gibbs thủ vai một Thượng sĩ WF của Nhà Trắng
- Jesse Plemons thủ vai một người lính vô danh
- Jess Matney thủ vai một người lính tại chốt chặn